# 베이징 올림픽 스포츠 센터
베이징 올림픽 스포츠 센터 (중국어 간체자: 奥体中心体育场, 정체자: 奧體中心體育場, 병음: Ào Tǐ Zhōngxīn Tǐyùchǎng)은 중화인민공화국 베이징에 있는 다목적 경기장이다. 이것은 현재 주로 축구 경기 목적으로 사용된다. 1990년 아시안 게임을 위해 1986년 건설되었다. 종합운동장구역은 주경기장, 올림픽 체육중심 실내체육관, 하키장과 잉퉁수영장을 포함한다.
이것은 2008년 하계 올림픽을 위해 리모델링되었는데, 거기에서 축구 경기와 근대5종 종목의 달리기와 사이클링 부문이 개최되었다. 사이클 규칙 때문에, 축구장 부분 한쪽이 고표준 임시 승마 필드로 개조되었다.
경기장은 34975 평방미터 지붕평면을 갖고 있는데 원래 건설구역의 2만 평방미터를 초과한다. 관중수용규모는 리모델링 후, 36228명으로 증가되었다.

## 같이 보기
- 2008년 하계 올림픽
- 2022년 동계 올림픽